# Richard Rydze
Richard Anthony Rydze (Pittsburgh, 15 de marzo de 1950-Pittsburgh, 28 de noviembre de 2023) fue un deportista estadounidense que compitió en saltos de plataforma.
Participó en los Juegos Olímpicos de Múnich 1972, obteniendo una medalla de plata en la prueba individual. Ganó una medalla de plata en los Juegos Panamericanos de 1971.

## Palmarés internacional
| Juegos Olímpicos     | Juegos Olímpicos | Juegos Olímpicos | Juegos Olímpicos |
| Año                  | Lugar            | Medalla          | Prueba           |
| -------------------- | ---------------- | ---------------- | ---------------- |
| 1972                 | Múnich (RFA)     | Medalla de plata | Plataforma 10 m  |
| Juegos Panamericanos |                  |                  |                  |
| Año                  | Lugar            | Medalla          | Prueba           |
| 1971                 | Cali (Colombia)  | Medalla de plata | Plataforma 10 m  |